# Вендський хрестовий похід

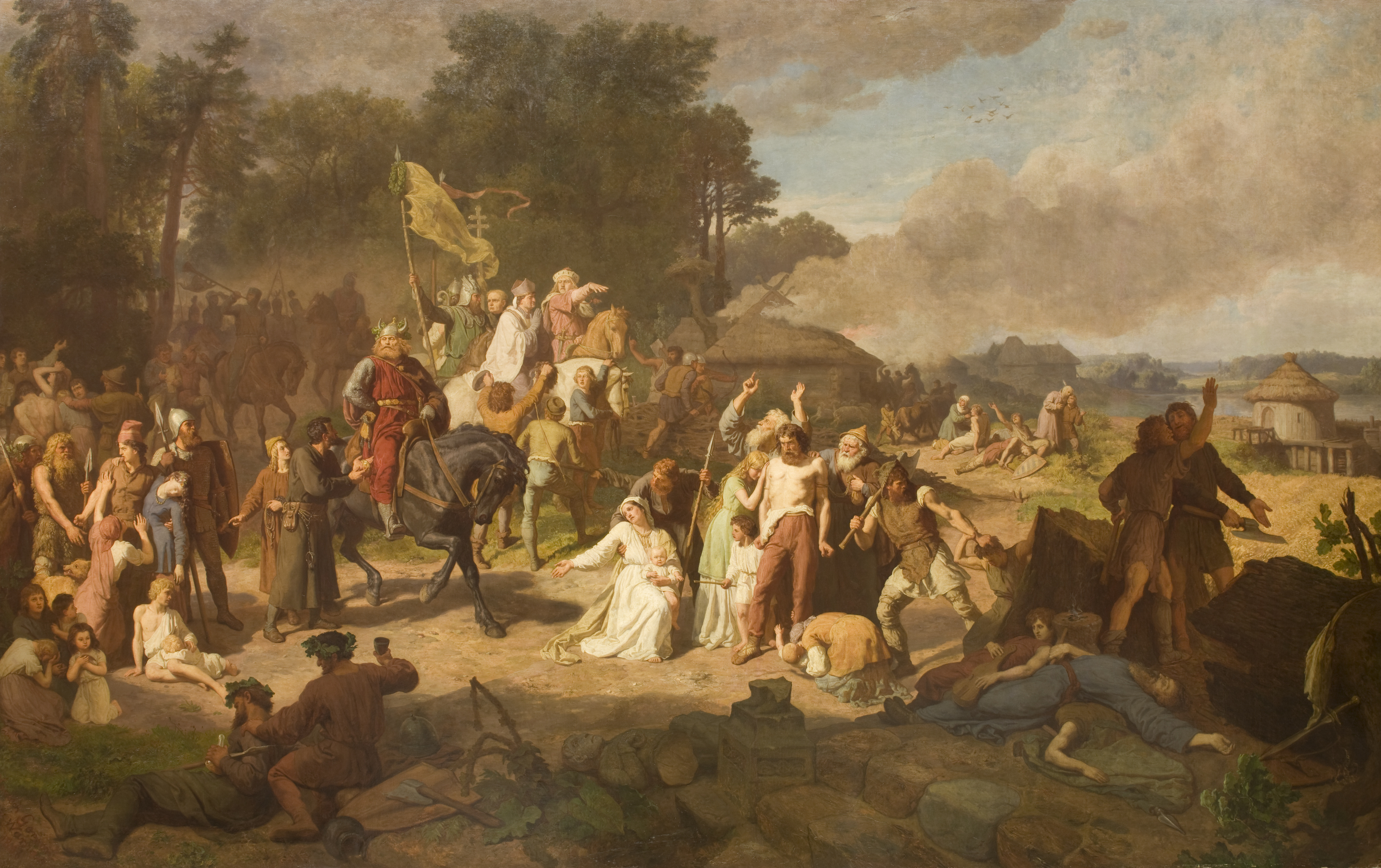
Сумне апостольство (Войцех Ґерсон)

Ве́ндський хресто́вий похі́д (нім. Wendenkreuzzug) — хрестовий похід 1147 року німецьких (саксонських) і данських хрестоносців проти вендів-язичників (полабських слов'ян), які проживали в межиріччі Ельби, Траве й Одри. Складова Північних хрестових походів. Здійснений з метою захисту Вендської церкви, навернення слов'ян-язичників у християнство та підкорення полабських слов'ян владі Священної Римської імперії. Окрім німців у поході брали участь бургундці, чехи й поляки. Закінчився перемогою хрестоноців — частковим хрещенням полабських слов'ян на чолі з Ніколотом і Прибиславом, встановленням німецького контролю над Вагрією та Полабією, завоюванням Гафельберга та вигнанням слов'ян із Гольштейну. Інші назви — Пола́бський хресто́вий похі́д (пол. Krucjata połabska), хрестовий похід проти слов'ян (рос. крестовый поход против славян; переважно в радянсько-російській історіографії).

## Історія

### Передумови

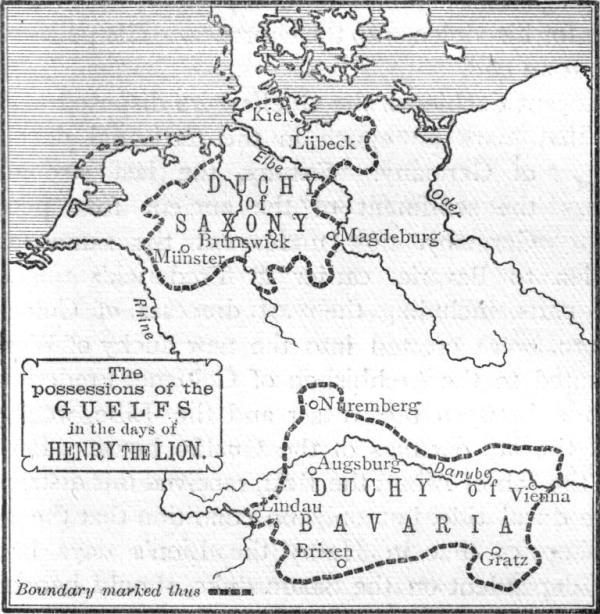
межі первинних кордонів князівства саксів у 918—1273 роках

Католицький монах Бернард Клервоський у 1147 р. проповідував «хрестовий похід у Палестину», але саксонських князів це не цікавило. Тоді Бернард Клервоський вдався до авантюри, почав грати на хижацьких почуттях тих князів і став проповідувати їм "хрестовий похід проти «язичників-слов'ян» з метою ділення слов'янської території на догоджання політично-економічним інтересам князів. На Франкфуртському сеймі 19 березня 1147 р. використовуючи релігію в політиці він оприлюднив геополітичну мету, запрошував християн «озброюватися» проти слов'ян для «повного фізичного знищення слов'ян або їх примусово зробити християнами» (вбивство або німецька християнізація), і обіцяв учасникам цієї війни «прощення гріхів, і тим, хто направиться в Єрусалим». А абат Вібальд Корвейський шляхом омани з метою підбурювання озброєних осіб висунув фантастичну ідею, мовляв на слов'янському острові Руян знаходиться статуя святого Віта, покровителя католицького Корвейського монастиря, котру слов'яни називають богом «Святовит», і о. Руян треба окупувати; а колись німецькі королі буцімто подарували слов'янський острів Руян, і слов'яни на ньому живуть замість німців. А Папа Римський Євгеній III в особливій буллі, оприлюдненій 11 квітня 1147 р., офіційно затвердив фантастичну ідею Бернарда Клервоського. Німецька військова агресія штучно почала наділятися формою буцімто «священного акту» для свавілля маси озброєних грабіжників із Саксонії. Єпископи слов'янських етнічних регіонів, змушені були після слов'янських повстань кінця X ст. і початку XI ст. покинути свої єпархії, очолювані єпископом гавельбергським як папським легатом, мріяли повернути втрачені десятини та інші прибутки від слов'янських земель, колись подаровані їм Оттоном I.

### Військо хрестоносців
Джерела свідчать, що зазначений хрестовий похід тривав три місяці. За малодостовірними даними німців-націоналістів на землі полабських слов'ян увійшло «100 000 німців, стільки ж данців і 20 тисяч польських хрестоносців». Даються взнаки трактування німцями-націоналістами тих подій. Серед німецьких хрестоносців були Генріх Лев, Альбрехт Ведмідь зі своїми синами, герцог Конрад I Церінгенський, пфальцграф Герман фон Шталек Рейнський, пфальцграф Фрідріх Саксонський, маркграф Конрад I Мейсенський, Хартвіг I фон Штаден, граф Аменслебену Оттон і граф Адольф II Гольштейнський. Крім того, у цьому поході брали участь моравські князі Отто Сватоплук і Вратіслав I. З боку християнської церкви в хрестовий похід вирушили легат Папи Римського, архієпископи Гамбурга-Бремена і Магдебурга (представники Магдебурзького архієпископства), єпископи Бранденбургу, Хальберштату, Хафельбергу (Хоболін), Мерзебургу, Мюнстера й Вердену, єпископ Генріх Ольмюцький і абат Вібальд Корвейський.
Тактика двох армій:

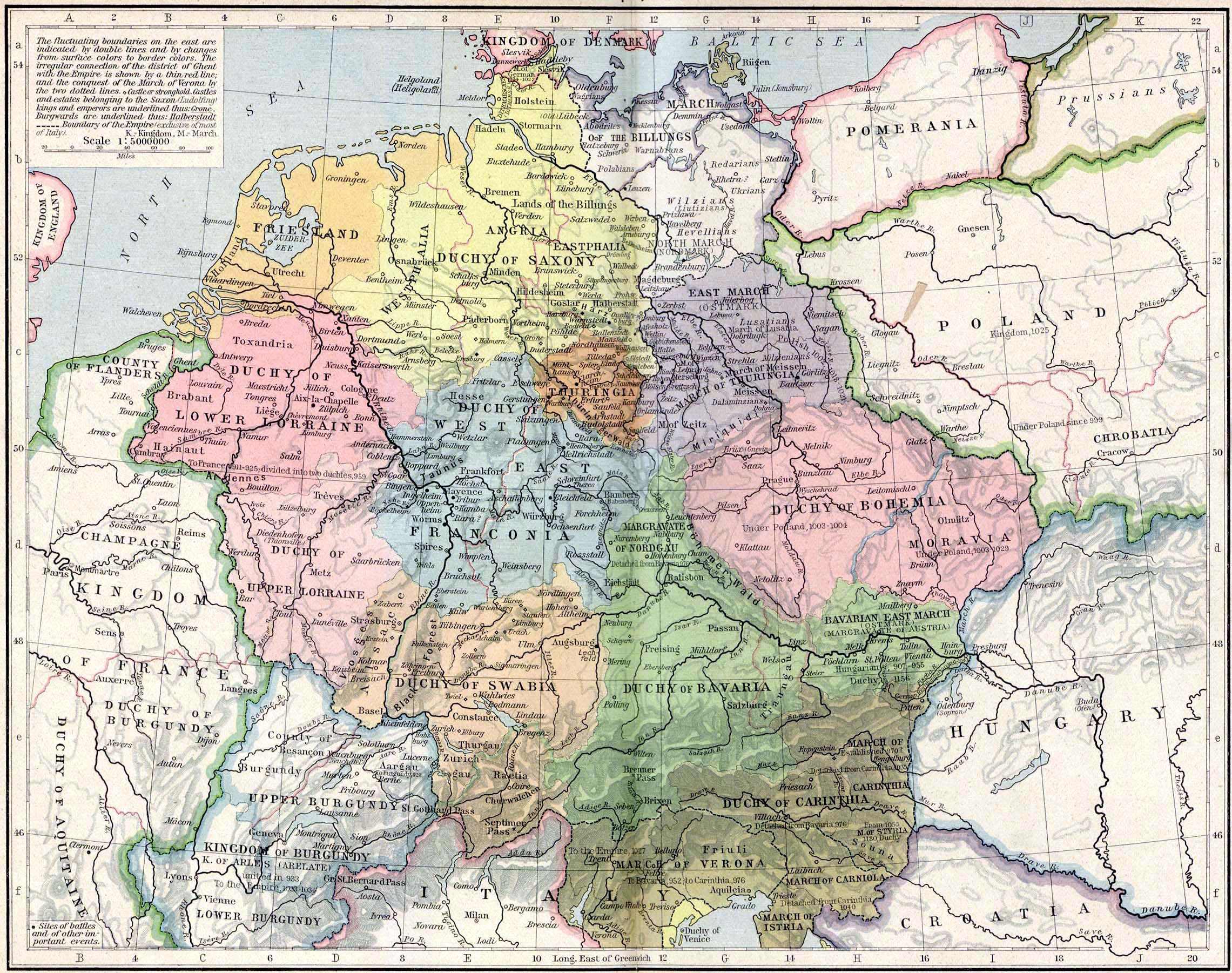
карта Західної Європи 919—1125 років із зазначенням меж державних кордонів князівств слов'ян перед зазначеним Хрестовим походом проти слов'ян

- одна мала йти з Нижньої Лаби проти ободритів,
- а інша — з Магдебурга проти лютичів[1].

На чолі першої армії стояли Генріх Лев, Конрад, герцог бургундський, архієпископ бременський Адальберт, єпископ бременський Дітмар та інші. З цією армією мали з'єднатися данці на чолі з обома своїми королями — Свеном III і Канутом (Кнудом V).
На чолі «другої» армії зі «світських князів» стояли пфальцграфи Фрідріх Саксонський, Герман Рейнський, маркграфи Альбрехт Ведмідь і Конрад Мейсенський, а з «духовних князів», крім папського легата, єпископа гавельбергського, — архієпископ Фрідріх Магдебурзький (представник Магдебурзького архієпископства), єпископи гальберштадтський, мерзебурзький, бранденбурзький і мюнстерський, а також абат Вібальд Корвейский.
У цій компанії чисельно
- армія з півночі мала 40 тисяч озброєних осіб,
- з півдня — 60 тисяч,
- у данській — 100 тисяч[1].

### Опір слов'ян
Рух опору слов'ян на суші і на морі незалежності слов'янської державності очолив князь племінного союзу бодричів на ім'я Ніклот. Як талановитий полководець він зібрав віче для організації укріплення міста Добін. Єдиними союзниками його оборони було плем'я руяни племінного союзу лютичів з їх морським флотом. Комбінована оборона князя Ніклота включала диверсійне захоплення міста Любек 29 червня 1147 р. (операційна база хрестоносців у Вагрії), морським десантом руян було ліквідовано у гавані кораблі ворожої флотилії. Згодом слов'янський флот поповнився і трофейними кораблями. І Ніклот почав виганяти німецьких колоністів зі слов'янських етнічних земель. Німецька орда у липні 1147 р. вчинила контратаку зі сторони Нижньої течії Лаби, данці атакували зі сторони Вісмарської затоки коло Звіриного озера, а морем прийшли готи на чолі з королем Кнутом (Кнудом V); та шлезвігці, зеландці, шоненці з королем Свеном III. Руяни-лютичі атакували з моря данській флот. Це було узгодженою та одночасною атакою на суходолі бодричів на чолі з Ніклотом. В обороні перемогу одержали слов'яни. У серпні 1147 р. німці рушили до Гавельбергу з метою окупації всього Помор'я з етнічними теренами лютичів за рікою Піною, та головним поморським містом Щетин. Отто Бамбергський вже християнізував раніше там лютичів мирно (відомо хрестив особисто поморського князя Ратібора I династії Грифичів), але цей факт політичні інтригани приховали від маси хрестоносців на підтримання створеної ілюзії. Католицькі єпископи збуджували жадібність хрестоносців перспективою багатої матеріальної здобичі у язичників-слов'ян, у відношенні яких припускалась вседозволеність й безкарність. Особливу активність у цьому чинив архієпископ магдебурзький, котрий мріяв підпорядкувати своїй владі незалежне поморське єпископство і заволодіти його великими доходами багатого слов'янського Помор'я. Хрестоносці вийшли до озера Моріце та опинилися на слов'янській державній території (князівства слов'ян), де не визнавали ані влади німців, ані нав'язуваного силоміць християнства. Жителі розбігалися, рятуючи те, що могли, а хрестоносці спустошували і палили слов'янські селища: Було спалено при цьому слов'янське місто Малхон разом з язичницьким святилищем біля його брами. Німці позначали свій шлях мародерством: грабунками, підпалами та вбивствами, і так ця армія прямувала до міста Димін — міста лютичів на річці Піна. Під містом Димін хрестоносці несподівано зустріли такий же опір слов'ян, як і під містом Добін. Хрестоносці знову були розбиті, а один з політтехнологів цього походу абат Вібальд Корвейський 8 вересня 1147 р. втік. Коли німецькі хрестоносці оточили місто Щетин, тоді слов'яни демонстративно виставили на міських оборонних валах християнські хрести, на знак того, що вони теж християни-католики, і тоді серед армії агресорів відбулося замішання: Всім стало очевидно, що затіяне підприємство стояло в кричущому протиріччі з ідеями, проголошеними підбурювачами війни Бернардом Клервоським і Папою Римським, рядові хрестоносці зрозуміли, що вони обдурені своїми князями, які їх руками не в язичників, а у християн хочуть захопити нові собі землі і привласнити нові матеріальні прибутки під прикриттям демагогії. Оборону очолював Ратибор I з династії Грифичів. У табір хрестоносців також виходило слов'янське посольство на чолі з католицьким єпископом поморян Адальбертом Померанським. Армія саксів-хрестоносців пішла на відступ, настрій армії схиляв князів до перемир'я зі слов'янами, навіть почалися прямі заворушення в армії.
Хрестовий похід проти слов'ян всюди з ганьбою провалився. Тоді Альбрехт Ведмідь утвердився в столиці брежан — Гавельберг. Після смерті князя гаволян Прібислава в 1150 р. так само захопив столицю гаволян — Бранібор і все Браніборське князівство. Альбрехт Ведмідь зробив «зачистку» на окупованих територіях від найбільш патріотично налаштованих, впливових у слов'янському суспільстві і непримиренних з окупантами слов'ян, але залишив собі колабораціоністів. У 1155 р. у Браніборі утворилися партизанські загони — цілий німецький загін на чолі з наближеним маркграфа граф Конрад Плоцковський потрапив у облаштовану засідку й був знищений слов'янами. У тому ж 1155 р. родич померлого князя Прібислава — князь Ячко раптово з'явився до Бранібору й оволодів містом без опору. Стара слов'янська фортеця Бранібор на річці Гавель знову вийшла з німецьких рук разом зі всім Браніборським князівством. У 1157 р. Альбрехт Ведмідь з архієпископом Магдебурзьким Віхманом назавжди окупував Бранібор. Почалося активне переселення на слов'янські етнічні землі колоністів з Німеччини та Нідерландів. Вагрія та Полаб'я були захоплені німцями. У слов'янську Вагрію черговий раз активно почали переселюватися колоністи із Саксонії. Так починалося захоплення етнічних теренів полабських слов'ян та онімечування тих слов'ян, хто там залишався.